# 庇护十二世镇
庇护十二世镇是巴西马拉尼昂州的一个市镇。总面积817.346平方公里，总人口21062人，人口密度25.8人/平方公里。